# Garak-e Bālā
Garak-e Bālā (persiska: گَروكِ بالا, گَروكِ عُليا, گَرُكِ بالا, گرك بالا, Garūk-e Bālā) är en ort i Iran.   Den ligger i provinsen Hormozgan, i den sydöstra delen av landet, 1 200 km söder om huvudstaden Teheran. Garak-e Bālā ligger 27 meter över havet och antalet invånare är 211.
Terrängen runt Garak-e Bālā är platt, och sluttar söderut. Runt Garak-e Bālā är det mycket glesbefolkat, med 7 invånare per kvadratkilometer. Närmaste större samhälle är Banjī Meskī, 10,9 km väster om Garak-e Bālā. Trakten runt Garak-e Bālā är ofruktbar med lite eller ingen växtlighet.